# Rechovot

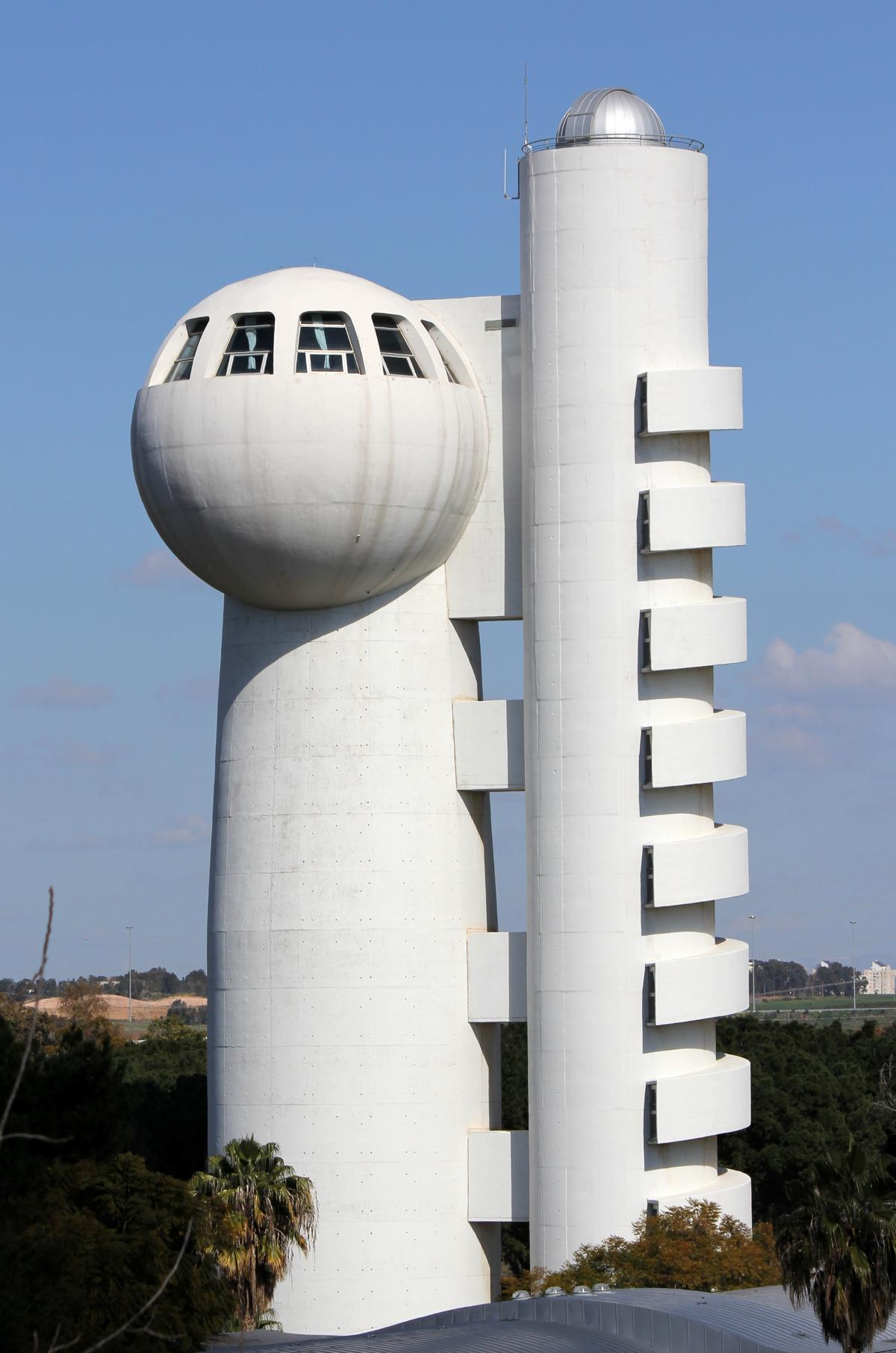
Koffler-Teilchenbeschleuniger mit angebautem Kraar-Observatorium, Weizmann-Institut für Wissenschaften

Rechovot  (hebräisch רְחוֹבוֹת, modernhebräische Aussprache: [reˈxovot], arabisch رحوفوت, andere Schreibweisen: Rehovot, Rechowot) ist eine Stadt in Israel. Sie liegt etwa 20 Kilometer südlich von Tel Aviv und hat 141.579 Einwohner (2018). Der Name bedeutet „Straßen“ oder „weite Räume“ und leitet sich von der Bibel ab ((Gen 26,22 ) auch im Stadtwappen zitiert), wo er den weiten Raum neben einem von Isaak gegrabenen Brunnen bezeichnet.
Gegenwärtiger Bürgermeister ist Matan Dil.

## Lage
Die Stadt liegt am Rande des judäischen Hügellandes Schefela im Zentralbezirk Israels. Nachbarorte sind Givʿat Brenner und Kirjat Ekron im Süden, und Sitriah und Ramleh im Osten, Nes Ziona und Netzer Sereni im Norden und Ge'aliah im Westen.

## Geschichte
Rechovot wurde am 6. März 1890, in einem nur spärlich von Arabern besiedelten Gebiet, von polnischen und russischen Juden gegründet. 1908 siedelten sich Einwanderer aus dem Jemen an. Die ersten Siedler legten Weinberge, Obst-, Mandelbaum- und Zitrusplantagen an. Vom Leben dort im Jahr 1913 und einem öffentlichen Fest während Pessach berichtete Alfons Paquet.
1913 forderten jüdische Einwanderer aus Europa gemeinsam mit Aktivisten des Schomer die Entlassung arabischer Arbeiter in Rechovot. Darauf folgten Auseinandersetzungen, bei denen ein europäischer Einwanderer und ein einheimischer Araber getötet wurden. Die Vorsteher der arabischen Dörfer in der Umgebung berichteten dem Gouverneur, dass die jüdischen Einwanderer „morden, plündern sowie muslimische Frauen und Mädchen vergewaltigen“.
Der Schomer drohte, die Siedlung zu verlassen, falls die Araber nicht entlassen würden. Die Leitung der Siedlung kündigte den Vertrag mit dem Schomer, und Schmu'el Tolkowski, ein prominenter Siedler, sagte, das Verhalten des Schomer schade dem Ansehen der Siedlung, da er „unbewaffnete und unschuldige Menschen aus reiner Laune mit Peitschen schlägt“, und dass die „Brutalität … und Unmenschlichkeit“ des Schomer nicht nötig seien. Im Zuge des britischen Vordringens an der Palästinafront errichteten die Britische Militärbahnen in Palästina 1916–1918 die palästinensische Stammstrecke der Sinai-Bahn bis Lod, an der die dann zivilen Palestine Railways 1920 den Bahnhof Rechovot einrichteten.
1932 wurde eine landwirtschaftliche Forschungseinrichtung von Tel Aviv nach Rechovot verlegt, welche später Standort der agrarwissenschaftlichen Fakultät der Hebräischen Universität von Jerusalem wurde.
1934 gründete Chaim Weizmann das Daniel-Sieff-Forschungsinstitut, dieses wurde 1949 in Weizmann-Institut für Wissenschaften (Weizmann Scientific Park, Nes Ziona, Rehovot) umbenannt.
Von 1945 bis 1948 betrieb die Haganah unter der Wäscherei eines auf einem Hügel gelegenen Kibbuz eine geheime Munitionsfabrik, die seit 1987 als Museum zugängig ist.
Am 29. Februar 1948 verübte die paramilitärische Untergrundorganisation Lechi einen Anschlag auf den von Kairo nach Haifa verkehrenden Zug der Palestine Railways, kurz nachdem dieser den Bahnhof Rechovot verlassen hatte. Dabei wurden 28 britische Soldaten getötet, weitere 35 Soldaten und 100 Zivilisten verletzt.
Das meiste Land der arabischen Ortschaft Sarnūqa (زرنوقة) gehört heute zu Rechovot. 1948 wurden alle 2761 arabischen Bewohner vertrieben und die meisten ihrer Häuser zerstört. Die Familie von Fathi Schakaki, eines Mitbegründers des Islamischen Dschihad, stammt aus Sarnuka.

### Bevölkerungsentwicklung
Zwischen 1914 und 1991 wuchs die Einwohnerzahl Rechovots von 955 auf 81 000 an, und die Grundfläche der Stadt hat sich verdoppelt.
| Jahr | Einwohner |
| ---- | --------- |
| 1914 | 955       |
| 1922 | 1242      |
| 1931 | 3193      |
| 1948 | 12500     |
| 1955 | 26000     |
| 1961 | 29000     |
| 1972 | 39300     |
| 1983 | 67900     |
| 1995 | 85200     |
| 2008 | 111100    |
| 2015 | 132700    |
| 2019 | 143904    |
| 2022 | 152084    |

## Kontroverse
Nach einer Welle von islamistisch motivierten Messerattentaten gab im Oktober 2015 die Stadtverwaltung einen Sondererlass heraus, in dem es hieß, dass „Arbeitern, die Angehörige von Minderheiten sind“ (gemeint sind Arabische Israelis), „der Zutritt zu Bildungseinrichtungen verboten ist“. Doron Milberg, ein städtischer Beamter, verteidigte den Erlass und sagte: „Das Reinigungspersonal ... ist bei der Stadt angestellt und es ist kein einziger Araber darunter.“

## Bürgermeister
- 1950–1955: Ben-Zion Horowitz
- 1955–1968: Yitzhak Katz
- 1968–1969: Mosche Barsilai
- 1969–1978: Shmuel Rechtman
- 1978–1989: Yehezkel Harmelech
- 1989–1993: Michael Lapidot
- 1993–1998: Yaakov Sandler
- 1998–2009: Schuki Forer
- 2009–2024: Rachamim Malul
- seit 2024: Matan Dil

## Wirtschaft
Rechovot ist das israelische Zentrum des Orangenanbaus und Sitz vieler Unternehmen, die Fruchtsäfte abfüllen oder zu Konzentraten verarbeiten.
Im Norden Rechovots befindet sich mit dem Tamar Science Park ein ca. 100 Hektar großes Gewerbegebiet, auf dem sich hauptsächlich Unternehmen aus dem Hochtechnologie-Sektor angesiedelt haben.

## Bildung
In Rechovot befinden sich die Tiermedizinische Fakultät und die Landwirtschaftliche Fakultät der Hebräischen Universität Jerusalem.

## Städtepartnerschaften
Städtepartnerschaften bestehen mit
- Albuquerque, USA
- Manchester, Vereinigtes Königreich
- Parana, Argentinien
- Grenoble, Frankreich
- Philadelphia, USA
- Rochester, USA
- Heidelberg, Deutschland, seit 1983[13]

## Persönlichkeiten

### Ehrenbürger
- Meir Wilchek (* 1935), Biochemiker

### Söhne und Töchter der Stadt
- Yizhar Smilansky (1916–2006), Schriftsteller
- Jossi Sarid (1940–2015), Journalist und Politiker
- Nili Mirsky (1943–2018), literarische Übersetzerin
- Arnon Milchan (* 1944), Filmproduzent
- Haim Steinbach (* 1944), Objekt- und Installationskünstler
- Sebulon Orlew (* 1945), Politiker
- Ronny Reich (* 1947), Archäologe und Hochschullehrer
- Israel Hershkovitz (* 1950), Anthropologe
- David Reeb (* 1952), Maler
- Gali Atari (* 1953), Sängerin und Schauspielerin
- Omri Ziegele (* 1959), Musiker
- Ora Avital (* 1960), Künstlerin
- Roee Rosen (* 1963), Konzeptkünstler, Autor und Filmemacher
- Yoram Hazony (* 1964), Wissenschaftler und Publizist
- Nili Abramski (* 1970), Langstreckenläuferin
- Eyal Golan (* 1971), Sänger
- Eres Holz (* 1977), Komponist
- Ben Salomo (* 1977), Rapper und YouTuber
- Tzipi Hotovely (* 1978), Politikerin und Kolumnistin
- Uri Smilansky (* 1979), Musiker und Musikhistoriker
- Idit Silman (* 1980), Politikerin (Jamina)
- Moran Roth (* 1982), Basketballspieler
- Amir Weintraub (* 1986), Tennisspieler
- Roi Kehat (* 1992), Fußballspieler
- Ronen Rubinstein (* 1993), Schauspieler, Drehbuchautor, Regisseur und Umweltaktivist
- Oscar Gloukh (* 2004), Fußballspieler

### Weitere mit Rechovot verbundene Personen
- Chaim Weizmann (1874–1952), Chemiker und erster Präsident des Staates Israel, lebte und starb in Rechovot
- Swetlana Masowezkaja (1925–2014), sowjetische, später israelische Schauspielerin, Synchronsprecherin, Schauspiellehrerin und Radiosprecherin, nahe Rechovot beigesetzt
- Ida Nudel (1931–2021), sowjetische, später israelische Bürgerrechtlerin